# Goro (Shoa)
Pour les articles homonymes, voir Goro.
Goro (aussi appelée Goru ou parfois Gora) est une localité du centre de l'Éthiopie située dans la zone Debub Mirab Shewa de la région Oromia.
Avec 388 habitants au recensement national de 2007, Goro est la seconde agglomération du woreda Goro après Gurura.
Elle se trouve une vingtaine de kilomètres au sud-ouest de Waliso sur la route principale d'Addis-Abeba à Jimma.